# へんし〜ん!!! 〜パンツになってクンクンペロペロ〜
『へんし〜ん!!! 〜パンツになってクンクンペロペロ〜』は、May-Be SOFT（有限会社リエーヴル）の開発で、テックアーツから2011年5月20日に発売されたアダルトゲーム。
本作は、猫のような不思議な生物を拾った主人公がその生物から変身能力を授けられ、能力を悪用して美少女たちに気付かれないよう好き勝手するシチュエーションが描かれる『へんし〜ん!』シリーズの第3作である。
前作『へんし〜ん!! 2。』から6年ぶりの新作だが、前2作とのストーリー・登場人物等の直接的な繋がりは薄い。初回版には過去のシリーズ作である『へんし〜ん!』『へんし〜ん!! 2。』も同梱されている。また、初回版の特典には縞模様をした実物のパンツも同梱されており「パン・ツー・パック」と銘打たれていた。
本作に限らず、シリーズ全体に共通しているテーマが「変身H」であるためイベントでも主人公が正体を明かした状態（人間態）のものはほとんど無く、大多数は主人公が女の子の衣類や道具に変身して受動的に肌触りを体感するか能動的に変身した物体の一部を手・口・男性器などに変形させて性行為に及ぶものとなっている。よって、シチュエーションとしては女性側の同意が無く強姦や強制わいせつに当たるものが大半だが、過去のシリーズ作品と同様に陰鬱さを伴わないギャグとして処理されており、個別エンドではヒロインがそれまで遭遇した怪現象の原因が主人公の変身能力であることを知っても咎められず和姦へ至る展開が大半となっている。
前2作では主人公が手に入れた変身能力の理由付けが魔法のようなものとされていたが、本作ではスマートフォン状の端末を使用して他の物体に意識を憑依させるような演出が為されており、スペキュレイティブ・フィクションの要素を含んだ設定になっているのが特徴である。通常のイベントはマップ画面（主に街と学園内）で行きたい場所を選んで進行するようになっているが、イベントによっては連続で変身を繰り返してヒロインに接近する「変身コンボ」を成功させる必要がある。
全てのエンディング（バッドエンドを除く）を見るためには個別のエンディングを回収してクリアデータを引き継ぐ必要があり、ヒロインの1人は他のヒロイン全員のエンディングを回収した後でないとクリア不可能になっている。ハーレムエンドは用意されていない。

## ストーリー
主人公・天坂裕二は「あー、女の子のパンツになりてえ」と独り言をつぶやいたのを義妹のみこに聴かれ、そのことが原因でみこは家を出て女子寮に入ってしまった。
それからしばらく経ったある日、裕二は下校中に道端で猫のような生き物が行き倒れているのに遭遇して家に連れて帰り介抱する。「ななこ」と名付けられたその生き物は命の恩人である裕二にお礼がしたいと言い、変身能力付きケータイこと「AR-MeD」（アームド）と、60兆個のナノマシンの塊だというキャンディを差し出した。このデバイスは超科学の力で使用者をあらゆるモノに変身させることが可能だと言い、日頃から「女の子のパンツになりたい」と妄想していた裕二にとっては夢のようなアイテムに他ならない。
裕二は早速、思わぬ形で手にした変身能力を駆使して美少女たちのプライベートに気付かれないよう侵入し、悪戯・セクハラし放題の日々を送る。

## 登場人物

### メインキャラクター
天坂 裕二（あまさか ゆうじ）※名称変更可能
声 - なし
優華学園2年生。顔立ちと人当たりはそれなりに良く、決してモテない方ではないが頭の中は卑わいな妄想で一杯であり、その一端を義妹のみこに聴かれてしまったのが原因でみこからは露骨に敬遠されている。
下校時に道端で行き倒れていたななこを介抱したお礼に「変身能力付きケータイ」を授けられて変身能力を手に入れたことで、それまで妄想するしか無かった数々の変態プレイを実践して行く。
ななこ
声 - 町田あみ
空腹で行き倒れていた所を裕二に保護された猫のような生き物。人間の言葉を話し、語尾に「なう」を付けて喋ることから裕二に「ななこ」と名付けられた。裕二に恩義を感じて変身デバイスを提供するが、深く考えずデバイスの能力でやりたい放題の裕二をよそに何か別の思惑があるらしい。
過去のシリーズ作品に登場したねねこ・ににこと外見は似ているが、この3匹がそれぞれどのような関係にあるのかは作中で特に説明されていない。
天坂 みこ（あまさか みこ）
声 - 小倉結衣
裕二の父の再婚相手の連れ子で、裕二と同学年だが、義妹にあたる。
義兄が「女の子のパンツになりたい」と独り言をつぶやいたのを聴いて以来、彼を気味悪がり、逃げるように優華学園の女子寮に入寮した。ところが、裕二が父親の仕事の都合で優華学園に編入して来たため「人前では絶対に家族だと明かすな」と強く釘を刺している。
月城 神楽（つきしろ かぐら）
声 - 神村ひな
裕二の同級生で、みこの親友。友達からは「かぐや姫」と言うあだ名で呼ばれている。剣道部に所属しているが、諸事情のため休部中。
水越 こなみ（みなこし こなみ）
声 - 佐藤遼佳
裕二のクラス担任で、水泳部の顧問を務めている。美人でスタイル抜群だが、恋愛には奥手で特定の交際相手はいない。保健の授業で生殖について教えるのが大の苦手。当然ながら処女だったが、変身した裕二に自覚が無いまま純潔を奪われてから何度も膣内射精を繰り返され、妊娠してしまう。
安藤 ローザ（あんどう ローザ）
声 - 町田あみ
裕二の後輩で、ヘッドフォンを肌身離さず装着している。寡黙で感情を表に出すことが滅多になく「実は人間ではなくアンドロイドなどでは」と噂されている。ハッカーとしての腕前は超一流で、政府から非公式のハッキング依頼を受けることもある。ストーリーの核心に絡む人物のため、他のヒロイン全員のエンディングを見てからでないと個別エンドへのルートが開放されない。
米良川 ゆず（めらかわ ゆず）
声 - サトウユキ
大人気のアイドルであり、裕二がパンツになりたいと熱望している相手でもある。特技はギター演奏で、ライブや音楽番組でもセッションを披露する。
中田 椎那（なかだ しいな）
声 - 東かりん
優華学園の生徒会長を務める3年生で、副会長である紫月は双子の妹にあたる。また、親は学園の理事長だが、威厳はまるで無く生徒会室のコタツでダラダラと時間を過ごすことに至福を感じている。妹ほどではないが、読み下すと「中出しいいな」に聞こえると言う理由で本名を気に入っていない。大半のイベントは紫月を巻き込んでの姉妹丼プレイとなる。
中田 紫月（なかだ しづき）
声 - 香澄りょう
優華学園3年生で、生徒会副会長。椎那は双子の姉に当たる。姉と対照的にしっかり者で、生徒会長としてはお飾りに近い姉に代わって実務を取り仕切っている。姉と同じく、読み下すと「中出し好き」に聞こえると言う理由で本名を気に入っておらず、フルネームで呼ばれると激怒する。

### サブキャラクター
佐和子（さわこ）
声 - 鶴屋春人
吉原総合病院に勤務するナース。
掛川 優梨（かけがわ ゆり）
声 - 香澄りょう
ゆずのマネージャー。
柚木 奏（ゆずき かなで）
声 - サトウユキ
裕二の後輩。病弱で欠席が多く、稀に登校しても保健室で寝ていることが多い。右目の眼帯を外すと美少女と言う噂がある。
ハルキ
声 - 鶴屋春人
裕二のクラスメイト。中性的で整った顔立ちだが、裕二と同じく変態であり、彼にとっては数少ない本音を語り合える友人でもある。

## スタッフ
- ディレクター - TOMO / ユズミツ[1]
- 原画 - あかざ
- シナリオ - 七央結日 / はやさかうたね
- 音楽 - 父山或人

## 反響
本作はGetchu.comの美少女ゲーム大賞2011のエロ部門（4位）とシステム部門（13位）にそれぞれランクインした。

### 評価
商業誌で活動するライターの寄稿を掲載しているレビューサイト・Mediaclipに本作のレビューを投稿したSunoは、バカゲーやヌキゲーとしては良作と言えるとしつつも、システム面に難点があることを指摘している。
その理由として、「システム上、最低でも6周しないとコンプリートできない仕様になっている」ことを挙げ「せっかく良質のエロさと笑いを兼ね備えたゲームなのだから、それをスポイルするようなシステムは何とかして欲しかった」としつつも「不満がない訳じゃないけど、全体として見ればかなりハイレベルでまとまったバカゲー、ヌキゲーと言える」「明るいノリのエロゲーがプレイしたいと考えている人なら手を出して後悔することはないんじゃないかな」として、星4（満点は5）の評価を与えている。
『超エロゲー ハードコア』の共同執筆者の一人である箭本進一は、全2作と比較して明るい内容になっていると述べ、遺伝子レベルで身体を組み替えるというアイテムを利用した変身がここまでできるとすがすがしささえ感じると述べている。
また、箭本は「自分が自動車に変身してヒロインに乗ってもらい、そこで悪戯をする」といった非現実的なシチュエーションは「ネオ鬼畜」という新しいジャンルを確立させたとしており、2004年から変身ものに取り組んできたMay-Be SOFTはその先駆けかもしれないと評価している。

## 書籍
ゲームを原作とする小説化作品と漫画化作品が1冊ずつ刊行されている。

### 小説
パラダイムから刊行。原作ゲームのローザルートに沿った内容となっている。
- 優妃崎章人、原作：May-Be SOFT 『へんし〜ん!!! 〜パンツになってクンクンペロペロ〜』 パラダイム〈PARADIGM NOVELS 512〉

2011年7月28日初版発行、ISBN 978-4-89490-212-1

### 漫画
KADOKAWA/エンターブレイン発行のアダルトゲーム情報誌『TECH GIAN』で、2013年7月号から2014年1月号まで連載された。作画はしんしん。
全7話で、第1話から4話はウェブ上で無料公開されている。原作は18歳未満販売禁止作品であり漫画内でも性的描写をメインにしているが、このコミカライズに関しては成人向け漫画の扱いは受けていない。
- 原作：May-Be SOFT 作画：しんしん『へんし〜ん!!! 〜パンツになってクンクンペロペロ〜』 KADOKAWA/エンターブレイン〈TG Style〉、全1巻

2013年12月24日初版発行（同日発売）、ISBN 978-4-04-729417-2